# Juan Ginés Pérez
Juan Ginés Pérez (getauft am 7. Oktober 1548 in Orihuela, Alicante; † 1612 ebenda) war ein spanischer Kapellmeister und Komponist.

## Leben
Er erhielt seine Ausbildung an der Kathedrale seiner Heimatstadt und wirkte danach dort als Kapellmeister. Von 1581 bis 1595 hatte er diese Stelle auch an der Kathedrale von Valencia inne. Danach kehrte er in seinen Geburtsort zurück.
Er schuf vorwiegend geistliche Musik, darunter einige Motetten und Psalmen, u. a. auch Teile der Musik zu dem heute noch alljährlich aufgeführten Mysterienspiel Misterio de Elche. Bei seinen Zeitgenossen stand er trotz einiger Eigentümlichkeiten seines Kompositionsstils (große Intervallsprünge in den Gesangspassagen) in hohem Ansehen.